# Latolaeva bivittata
Latolaeva bivittata is een keversoort uit de familie schorsknaagkevers (Trogossitidae). De wetenschappelijke naam van de soort werd in 1899 gepubliceerd door Albert Léveillé.